# Chernabog
Chernabog (también escrito como Chernobog, Crnobog, Czernobóg, Černobog, Zernebog o Czernobog a partir del ruso original "Чернобог", "dios negro") es una deidad eslava de la que se sabe relativamente poco. Las únicas fuentes de que se dispone son cristianas, y lo interpretan como un dios oscuro y maligno, pero es discutible su papel real en el antiguo panteón eslavo. Su nombre solo está atestiguado entre las tribus eslavas occidentales en el siglo XII, lo que hace pensar que no se trataba de una deidad muy importante ni muy antigua. Complementaba el simbolismo dualista al ser hermano y contraparte del dios Belobog, el dios blanco.

## Etimología
El nombre se compone de los términos eslavos «chorny» (čërnyj) que significa «oscuro» o «negro»; y «bog» que significa «dios»; creando así el significado de "dios negro". En el siglo XVIII, el historiador esloveno Anton Tomaž Linhart, propuso la relación del nombre de Chernobog con la raíces «čarati», que significa «practicar brujería», y «črtiti», esto es, «odiar»; de esta manera hacía del dios un patrón de los actos mágicos y la guerra.

## Historia

### Dualidad primordial

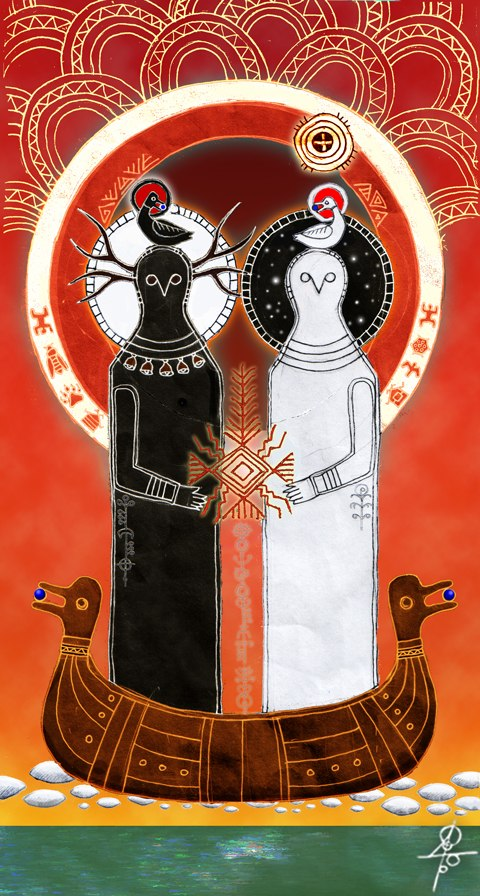
Interpretación artística moderna de la dualidad entre Belobog (dios Blanco) y Chernabog (dios Negro), juntos tejiendo la trama del planeta.

Los remanentes postcristianos de los mitos eslavos originales sobre la creación del mundo denotan la presencia de un dualismo divino al que se atribuye la creación del mundo, el cual, se remite hasta los dioses hermanos Belobog y Chernobog, quienes participarían del mito cosmogónico sacando la tierra desde el fondo del mar originario; y quienes representarían la antítesis originaria luz-oscuridad y bondad-maldad. Sin embargo, también se ha propuesto que esta marcada bipolaridad sería una influencia del cristianismo, el cual, posteriormente, convertiría a Chernobog en una imagen del diablo.

## En la cultura popular

### Música
Chernobog tiene un papel fundamental en la obra del compositor ruso Modest Músorgski, quien usa imágenes del folclore eslavo en su composición de 1867 Una noche en el Monte Pelado (Иванова ночь на Лысой горе). De esta manera, la figura de Chernabog es utilizada como imagen del demonio presidiendo el aquelarre durante la noche de san Juan en la montaña Triglav. El plan original de la obra señalaba a Satán presidiendo la reunión de las brujas, pero en una reedición de 1872 de la obra, la escena fue cambiada para introducir al dios negro, llamándose desde entonces La glorificación de Chernobog. Dicha obra nunca fue llevada a escena durante la vida de Músorgski. En 1893, Rimski-Kórsakov introduce parte de la música al acto III de su ópera Mlada de 1893. Sin embargo, la escena tal como es descrita en la partitura original no fue llevada a escena sino hasta 1903. La descripción de escena realizada por Músorgski que acompaña a la partitura indica:

«Espíritus malignos surgen de todas las cavernas y grietas — demonios, espectros y hechiceros emergen; y serpientes y sapos salen reptando. Fiesta y baile de los espíritus de la oscuridad. De las inmediaciones de la ronda infernal se alza Chernobog en la forma de un ciervo negro, con sus seguidores.»

### En literatura
Chernobog es un personaje relativamente importante en la novela de Neil Gaiman, American Gods. Se le representa como un anciano eslavo que, según dice, «trabajaba en un matadero» sacrificando ganado con una maza.
En el libro el dios de los finales de Jacqueline Holland Chernbog aparece como uno de los ejes decidores de la trama, al principio se encuentra primigenio, siendo un dios eslavo en medio de la nada para los personajes, pero toma un giro de relevancia denostando que para todos hay un final. Solo hay que saber esperarlo.

### Versión de Disney
Chernabog aparece como un personaje de la película Fantasía, durante la escena que retoma la composición de Músorgski, Una noche en el Monte Pelado, a través de un concepto desarrollado por Kay Nielsen y animado por Bill Tytla. Se muestra como un enorme diablo negro que durante la noche invoca almas en lo alto del Monte Pelado.
Suele aparecer en la serie House of Mouse, como invitado entre el público del club titular, y también en la película basada en esta, Mickey's House of Villains, siendo uno de los villanos que toman el control del club en la noche de Halloween.
Tiene una pequeña aparición en el videojuego Kingdom Hearts y en Kingdom Hearts 3D: Dream Drop Distance, en los que se debe luchar contra él.
También tiene apariciones en la serie Mickey Mouse, apareciendo en el episodio "Touchdown and Out" como parte del equipo de fútbol de Pete junto con los Beagle Boys, y brevemente en lo alto de una montaña al comienzo del especial "The Scariest Story Ever: A Mickey Mouse Halloween Spooktacular!".

### En televisión
Hace aparición en la serie de televisión American Gods, basada en la novela homónima y estrenada en 2017, interpretado por el actor Peter Stormare.
También hace una aparición en la serie de televisión Once Upon a Time (Temporada 4, Episodio 13: Darkness on the Edge of the Town), como «un antiguo demonio que se alimenta del mal». En la serie tiene el mismo aspecto que la versión de Disney, pero siendo de menor tamaño.
Recientemente se usó su nombre en la serie "The Witcher" para hacer referencia a un monstruo proveniente de otra esfera de realidad que llegó por una anomalía causada por el poder de Ciri - la figura mesiánica de la serie. Chernabog mató a Sardinilla (Roach) el caballo compañero del protagonista.

### En videojuegos
En el videojuego Monster Hunter 4 Ultimate (versión expandida de Monster Hunter 4) fue introducida un arma llamada Guadaña Chernobog. Pertenece a la categoría de las hachas cargadas.
En Smite, un MOBA en tercera persona, aparece como personaje jugable. Con un aspecto que parte de cero, a partir de la información recogida en la mitología y siguiendo la temática de los diseñadores gráficos de dicho juego.
También hizo su aparición en el videojuego Blood como jefe final, viéndose representado como el esqueleto bípedo de un carnero con apenas carne y muchos huesos a la vista. Era el dios al que el protagonista, Caleb, adoraba y servía hasta que Chernobog decide condenar a dos de sus generales, compañeros de armas de Caleb, y a su pareja. Incluido el propio Caleb, de los cuales sospecha por una posible traición del todo inexistente, fruto de la mera paranoia.
Em la saga de juegos Shin Megami Tensei hace aparición como uno de los demonios posibles a elegir.
En el videojuego Bayonetta 2, Chernobog aparece como un arma desbloqueable recolectando fragmentos de discos de oro de las voces cristalizadas de los ángeles. 
Es una guadaña infernal de tres hojas que lanza cuchillas con las que hiere al enemigo.